# Čolek luristánský

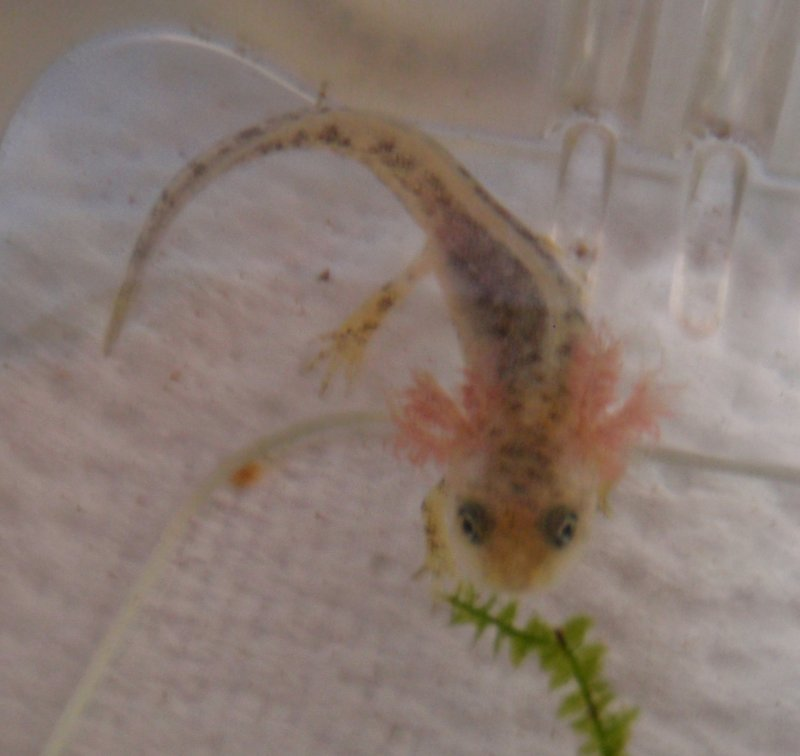
Pulec

Čolek luristánský (Neurergus kaiseri) je teplomilný, štíhlý, pestře zbarvený suchozemský obojživelník, který potřebuje vodu jen v období rozmnožování. Žije pouze na západě Íránu v provinciích Lorestán a Chúzistán v jižní části pohoří Zagros a je tamním endemitem. Je nejmenší druh rodu Neurergus a plachý živočich, vyhýbá se dennímu světlu a je aktivní jen za šera a v noci.

## Rozšíření
Asi před deseti léty byli tito čolci známi pouze ze čtyř údolí v provincií Lorestán (dříve Luristán), odtud pochází české druhové jméno „luristánský“. Tehdy byl jejich výskyt znám pouze z několika málo míst podél potoků tekoucích do řeky Shah Bazan. Pak byli nalezení na více než čtyřiceti lokalitách v sousední provincii Chúzistán, což mělo za následek i jejich překvalifikování z kriticky ohroženého druhu (CR) na druh zranitelný (VU). Vyskytují se v nadmořské výšce 750 až 2000 m n. m.

## Ekologie
Žijí obvykle ve světlých dubových (Quercus brantii) nebo pistáciových (Pistacia atlantica, Pistacia khinjuk) lesích, u kterých jsou v blízkosti prameniště, horské potoky, řeky a případně i místní jezírka. Vyskytují se na různých půdních typech, jako jsou hluboké písčito-hlinité na dně údolí až po štěrkovité na kamenitých svazích. V těchto zalesněných územích žijí po dobu mimo období rozmnožování, které probíhá ve vodě. Klima je tam tvořeno směsicí teplého a suchého vzduchu přicházejícího z jihu a mírného a vlhkého vanoucího ze severu. Tyto oblasti mají poměrně teplé léto a zimu s malým či žádným mrazem a jen několik dnů se sněžením, roční srážky nebývají vysoké, asi jen v množství 500 mm. Při teplotách klesajících k +5 °C vyhledávají krytá místa, kde se shlukují. V průběhu léta za příliš teplého počasí upadají do estivace, kdy tráví horké a suché období ve vlhkém pozemní úkrytu a nekonzumují potravu, případně se odcházejí zchlazovat do nedaleké vody.
V období suchozemského života tráví den ve vlhkém úkrytu pod kořeny, spadlými větvemi nebo v nehlubokých dírách v zemi, odkud s nástupem tmy vylézají a loví. Jsou pokládaní za poměrně společenská zvířata, neboť bývá nalézáno několik jedinců ve stejném úkrytu, infraspecifická agrese není zaznamenána.
Nedaleká vodní stanoviště, nutná k rozmnožování, bývají plytká s pomalu tekoucí vodou a s písčitým nebo oblázkovým substrátem, méně častěji s hrubším štěrkem či většími kameny. Pod kaskádami se rozmnožují jen řídce, obvykle pouze po okrajích vodního toku, kde nevznikají silné proudy. Vyžadují toky s malým vegetativním pokrytím a s vodou čistou a obsahující větší množství vápníku. Na základě histologie kostí a skeletochronologické analýzy byla nejvyšší délka života ve volné přírodě zjištěná u samců čtrnáct let a u samic dvanáct let, průměrná doba života byla stanovená na sedm roků. Při chovu v zajetí obvykle žijí šest až osm let.

## Popis
Čolci luristánští bývají průměrně dlouzí 11 až 13 cm, samice jsou o poznání větší, oba jsou však zbarvení stejně výrazně. Břišní strana těla i končetin je bělavá nebo červenooranžová až oranžová s černými a bílými skvrnami. Na hřbetní straně jsou černí s bílými skvrnami a občas mívají světle oranžové až žluté skvrny. Na zádech někdy mají úzký žlutý či oranžový pruh sahající od hlavy až k ocasu. Mezi očima mají bílou skvrnu až ke špičce čenichu. Nohy jsou oranžově-červené a mají černé a bílé skvrny. Oči jsou velké a vidí dobře ve vodě i na suchu. Mají dobrý čich, který využívají při hledání potravy i k vzájemné komunikaci. Uší slouží k udržování rovnováhy i ke vnímání zvuků. V období rozmnožování je kloaka samce nafouklá, kdežto samičí je trubkovitě prodloužená asi o 1 cm, mimo tuto dobu lze pohlaví jedince jen stěží stanovit.
Kůže vylučuje nechutný a toxický sekret, o čemže predátory informuje kontrastní zbarvení. Za potravu jim slouží drobní suchozemští bezobratlí živočichové, hmyz, korýši i hlemýždí.

## Rozmnožování
K rozmnožování dochází na jaře, v květnu až červnu, kdy se přesouvají z lesních stanovišť ke zdrojům vody, kde do vztahu mezi oběma pohlavími vstupují feromony. Po ritualizovaných tanečních námluvách na pevnině samec odloží spermatofor se spermiemi a samice si jej zasune do kloaky, kde vajíčka oplodní. Pak samice vstoupí do vody a 60 i 100 vajíček nalepí jednotlivě nebo v malých shlucích na drsné kameny nebo rostliny, nejčastěji na spodní, neosvětlenou stranu.
Po dvou až třech týdnech vajíčka mladí pulci (larvy) opouštějí a ve vodě prodělají metamorfózou. Pulci jsou šedavě hnědí a mají černé skvrny, živí se drobnými korýši, červy, larvami vodního hmyzu a dalšími organismy, velikost potravy postupně stoupá s růstem pulců. Přeměny dosáhnou, v závislosti na teplotě vody a dostatku potravy, za pět až osm měsíců, kdy se jim žábry změní na plíce. Poté vylezou z vody a žijí na pevnině, do vody vstoupí až při rozmnožování po dosažení plné dospělosti, což bývá za dva až čtyři roky.
Pro dobrý vývin musí být voda čistá, jejich prosperita je indikátorem o zdravém prostředí. Pulci samotní nejsou na znečištění citliví, ale živí se choulostivými bezobratlými živočichy, kteří by v nečisté vodě nepřežili.

## Ohrožení
Ve volné přírodě jsou čolci luristánští ohrožováni degradací a ničením přirozených biotopů odlesňováním, využíváním stanovišť pro pastvu hospodářských zvířat nebo pro rekreační účely. Jejich početní stavy jsou často snižované i nekontrolovaným sběrem pro obchod, přestože jsou od roku 2010 chráněni dle „přílohy č. I. úmluvy CITES (Úmluva o mezinárodním obchodu s ohroženými druhy)“. Jsou také likvidováni nepůvodními rybami nově vysazenými do horských toků, což bývají nejčastěji druhy rodu parma (Barbus), které požírají pulce i dospělé čolky.